# Siphonophora tenuicornis
Siphonophora tenuicornis är en mångfotingart som beskrevs av Pocock 1894. Siphonophora tenuicornis ingår i släktet Siphonophora och familjen Siphonophoridae. Inga underarter finns listade i Catalogue of Life.